# 全日本ジュニアスキー選手権大会
全日本ジュニアスキー選手権大会（ぜんにほんジュニアスキーせんしゅけんたいかい）は、毎年3月に若年層を対象として行われるスキー大会。

## 概要
全日本スキー連盟主催により行われ、種目の一部ではJOCジュニアオリンピックカップも兼ねる。対象は中学生及び高校生（スノーボードは小学生も）。
種目はアルペン（スーパージャイアントスラローム）・ノルディック（ジャンプ・クロスカントリー・コンバインド）・フリースタイル（モーグル）・スノーボード（ハーフパイプ・アルペン）に加え技術系も実施される。
大会は各種目ごとで分割開催となり、それぞれ出開催地が固定されている種目と固定しない種目がある。アルペンは岩手県岩手郡雫石町（2013-2014は北海道かもい岳）、ノルディックは北海道名寄市（2016年までは新潟県妙高市）、フリースタイルは開催地が毎年代る。2015年は新潟県十日町市で開催される、スノーボードは新潟県南魚沼市（ハーフパイプはかつて愛媛県東温市で開催された）、技術系は山形県山形市での開催となる。

## 部門
下記の各競技会に分かれている。
- アルペンスキー競技 → 全日本ジュニアスキー選手権大会アルペン競技
- ノルディック競技→ 全日本ジュニアスキー選手権大会ノルディック競技
- フリースタイルスキー競技 → 全日本ジュニアスキー選手権大会フリースタイル競技
- スノーボード競技 → 全日本ジュニアスキー選手権大会スノーボード競技